# ベストライン
株式会社ベストライン（べすとらいん、英: Best Line Co.,Ltd. ）は、一般貨物自動車運送業を主体とする物流事業者である。

## 概要
1997年12月にタツミ商事の称号で運送業を開始。平成16年3月に一般貨物自動車運送業の認可を受け有限会社ベストラインとして設立する。
時流に応じた経営方針で、『社会から必要とされる会社を目指し、社員とそのご家族様が誇れる物流企業を創る』ということをコンセプトとし小型車、中型車での近距離配送を主体とした運営方針から、大型車両を導入し全国へ向けた長距離幹線輸送へとビジネスモデルの転換を行った。
東名阪の幹線輸送に特化している総合物流会社である。

## 経営理念 〜我が信条〜
- 我々は人々の暮らしを支える社会の「血流」となり、生産と消費を繋ぐ大切な機能を果たしているという事に誇りを持ち続けなければならない。
- 我々は物流の提供を通じて良き企業市民として社会のルールを守り、人を思いやる優しい心を大切にしなければならない。
- 我々は我が社で働く全従業員並びにそのご家族のより豊かな未来を実現するため、誠実で堅実な事業活動を全社員一丸となって行わなければならない。
- 我々は物流を通じて自分自身の成長と会社の発展をめざすにあたって、すべての行動は道義にかなったものでなければならない。
- 我々は物流を通じて真心のこもったサービスで社会と顧客の期待と信頼に応えなければならない。

## 沿革
- 1997年12月 - 奈良県五條市五條2丁目（借家）にてタツミ商事の屋号で創業、運送業を開始する。
- 1998年6月 - 奈良県五條市野原西2丁目8-34へ移転。
- 2004年3月 - 一般貨物自動車運送業の認可を受け、有限会社ベストラインを設立。
- 2005年6月 - 奈良県五條市居伝町にて倉庫を開設、家庭紙の保管、出荷、配送業務を開始。
- 2005年7月 - 利用運送業を開始。
- 2013年11月 - 一般貨物軽自動車運送業を開始。
- 2014年2月 - 奈良県五條市住川町881-1へ本社移転。
- 2014年2月 - 資本金200万円増資し、有限会社から株式会社ベストラインへ組織変更。
- 2014年12月 - 自社車両保有台数50台を達成。
- 2015年08月 - 愛知県春日井市鳥居松町にて、春日井支店を開設。
- 2015年12月 - 自社車両保有台数100台を達成。
- 2015年12月 - 奈良県五條市中之町1771-32へ本店を開設。
- 2015年12月 - 本社敷地内に30Kインタンク設置。
- 2015年12月 - 船井総合研究所が主催する『グレートカンパニーアワード2015』において『アワード大賞』を受賞[要出典]。
- 2016年02月 - 愛知県一宮市南小渕字天摩島17へ春日井支店を移転し、一宮支店へ名称変更。
- 2016年04月 - 奈良県橿原市飯高町88-1に橿原支店を開設。
- 2016年04月 - 軽油販売事業を開始。
- 2016年04月 - 中古車販売事業を開始。
- 2016年05月 - 大和運送株式会社を買収。
- 2016年12月 - 大阪府泉南市信達岡中1821に南大阪泉南支店を開設。
- 2016年12月 - 自社車両保有台数150台を達成。
- 2017年09月 - 自社車両保有台数200台を達成。
- 2017年09月 - 埼玉支店開設
- 2017年10月 - オートボディープリンター機導入
- 2018年03月 - 本社新社屋建設
- 2018年03月 - 滋賀支店開設
- 2018年11月 - パートナー交流会in大阪開始
- 2019年03月 - 東京情報センター開設
- 2019年04月 - 和歌山支店開設
- 2019年06月 - パートナー交流会in名古屋開始
- 2019年11月 - 初のトレーラー導入
- 2019年11月 - ベストライン野球部発足
- 2020年04月 - 株式会社ベストパワー設立
- 2020年09月 - 株式会社ハイグリップ設立
- 2021年04月 - 株式会社野原タクシー買収
- 2021年09月 - 長島急送有限会社買収
- 2021年12月 - テクノ第二倉庫開設
- 2022年03月 - 前川運輸株式会社買収
- 2022年03月 - 鴻池運輸株式会社と業務提携
- 2022年09月 - 二見倉庫開設
- 2022年09月 - 榛原倉庫開設
- 2023年04月 - 富士支店開設
- 2023年06月 - 静岡支店開設
- 2023年08月 - 大阪経営戦略本部開設
- 2023年10月 - 群馬支店開設
- 2024年01月 - 一宮ロジスティクスセンター開設
- 2024年06月 - 大阪経営戦略本部移転
- 2024年07月 - 長野支店開設
- 2024年12月 - 大阪情報センター開設
- 2025年03月 - アルプス支店開設
- 2025年06月 - 大阪ロジスティクスセンター開設

## 物流拠点
★本社営業所（営業本部） : 奈良県五條市住川町1308（テクノ・パークなら工業団地）
★本社配車情報センター　: 奈良県五條市住川町881-1
★本社夜間営業所（IT点呼場兼車庫） : 奈良県五條市中之町1771-32
★奈良支店 : 奈良県橿原市飯高町88-1
★和歌山支店 : 和歌山県岩出市層屋字中溝336-1
★一宮支店 : 愛知県一宮市南小渕字天摩島17
★埼玉支店 : 埼玉県本庄市児玉町元田264-1
★滋賀支店 : 滋賀県愛知郡愛荘町東円堂2511-16　
★東京情報センター : 東京都港区新橋5丁目14-4
★二見倉庫：奈良県五條市二見
★榛原倉庫：奈良県宇陀市榛原
★テクノ第二倉庫：奈良県五條市住川町1308番地
★富士支店 : 静岡県富士市中里432-1
★静岡支店 : 静岡県静岡市葵区牧ケ谷2108-1
★群馬支店 : 群馬県藤岡市本動堂７１７-３
★大阪経営戦略本部 : 大阪府大阪市福島区玉川2丁目8-4　大阪福島サウスビル8階　803
★一宮物流センター :愛知県一宮市大和町馬引字印田37-1
★長野支店 :長野県小県郡長和町和田230-1
★大阪情報センター :大阪府大阪市淀川区宮原4丁目3-12　新大阪明幸ビル3階　307
★アルプス支店 :山梨県甲斐市万才741-1
★大阪ロジスティクスセンター:大阪府枚方市招提大谷2-10-1　枚方Ⅱロジスティクスセンター